# Argyrogramma
Argyrogramma là một chi bướm đêm thuộc họ Noctuidae.

## Các loài
- Argyrogramma signata Fabricius, 1794
- Argyrogramma subaurea Dufay, 1972
- Argyrogramma verruca Fabricius, 1794